# 罗梅诺
罗梅诺（義大利語：Romeno），是意大利特伦托自治省的一个市镇。总面积9平方公里，人口1387人，人口密度154.1人/平方公里（2009年）。ISTAT代码为022155。